# Максвелізація
Максвелізація (англ. maxwellisation) є процедурою у чинній Британській правовій практиці, де особам, котрі піддаються критиці у офіційних звітах, заздалегідь надсилаються подробиці критики для того, аби дати їм можливість відповісти на цю критику ще до оприлюднення звіту.
Назва цього процесу походить від прізвища публіциста Роберта Максвелла. У 1969 році, Максвелла критикували у звіті Відділу Промисловості та Торгівлі центрального уряду, як «неспроможного керувати публічною (державною) компанією». Тоді Максвелл звернувся до суду, де суддя наказав департаментові, щоб вони практично вчинили «бізнес вбивство» Максвелла.
Для того аби у майбутньому уникнути повторення подібних процесів, було офіційно запроваджено політику, згідно з якою особам було надано можливість вивчити їх критику та відповісти на неї перед оприлюдненням офіційних звітів. Відповідним особам показують окремі витяги зі звітів, які мають стосунок до їх критики.